# 버트랜드 핼퍼린
버트랜드 I. 핼퍼린(영어: Bertrand I. Halperin, 1941년 12월 6일 ~ )은 미국의 물리학자로, 하버드 대학교의 물리학과에서 수학과 자연철학의 홀리스 의자의 전 보유자이다.

## 생애
핼퍼린은 뉴욕 브루클린에서 태어났고, 크라운 하이츠 근처에서 자랐고 공립학교에 다녔다. 그의 어머니는 에바 테플리츠키 핼퍼린과 그의 아버지 모리스 핼퍼린이었다. 그의 어머니는 대학 행정관이었고 그의 아버지는 세관 검사관이었다. 그의 부모님은 둘 다 소련에서 태어났고, 그의 친할머니의 가족 막시모프는 랍비 이스라엘의 바알 셈 토브, BESHT의 후손이라고 주장했다.
그는 하버드 대학교를 다녔고(1961년), 버클리에서 존 홉필드(PhD 1965년)와 함께 대학원 공부를 했다. 1966년부터 1976년까지 뉴저지주 머레이 힐의 벨 연구소에서 10년간 일한 후, 그는 하버드 대학교의 물리학 교수로 임명되었다.
2018년, 그는 "이론적 응집 물질 물리학, 특히 고전 및 양자 시스템 모두에서 위상의 역할에 대한 선구적인 연구"로 2019년 APS 연구 공로상을 수상했다.